# Centerplex
A Centerplex Cinemas é uma empresa privada brasileira, que atua no mercado de exibição cinematográfica, sediada na cidade de São Paulo. Está presente em vinte cidades de nove estados, de quase todas das regiões do país (exceção da Região Sul.  Atualmente, seu parque exibidor conta com 21 complexos, totalizando 85 salas, média de 4,05 salas por complexo. Suas 16 520 poltronas perfazem uma média de 194,35 assentos por sala.

## História
As atividades da empresa se iniciaram em 1981, quando o seu fundador, Eli Jorge Leão de Lima, um migrante nordestino natural da cidade de Bezerros e apaixonado por cinema que já havia trabalhado em  vários cinemas nas mais variadas funções, em especial na área de distribuição de filmes (atuou na Fama Filmes, Condor Filmes e Paris Filmes, sendo que nesta última chegou a exercer a função de gerente de vendas) adquiriu seu primeiro cinema, o Cine São Luiz da cidade de Poços de Caldas, juntamente com mais dois outros sócios. Este complexo se encontrava falido e prestes a se transformar em estacionamento, sendo mais tarde reformado e dividido em duas salas.

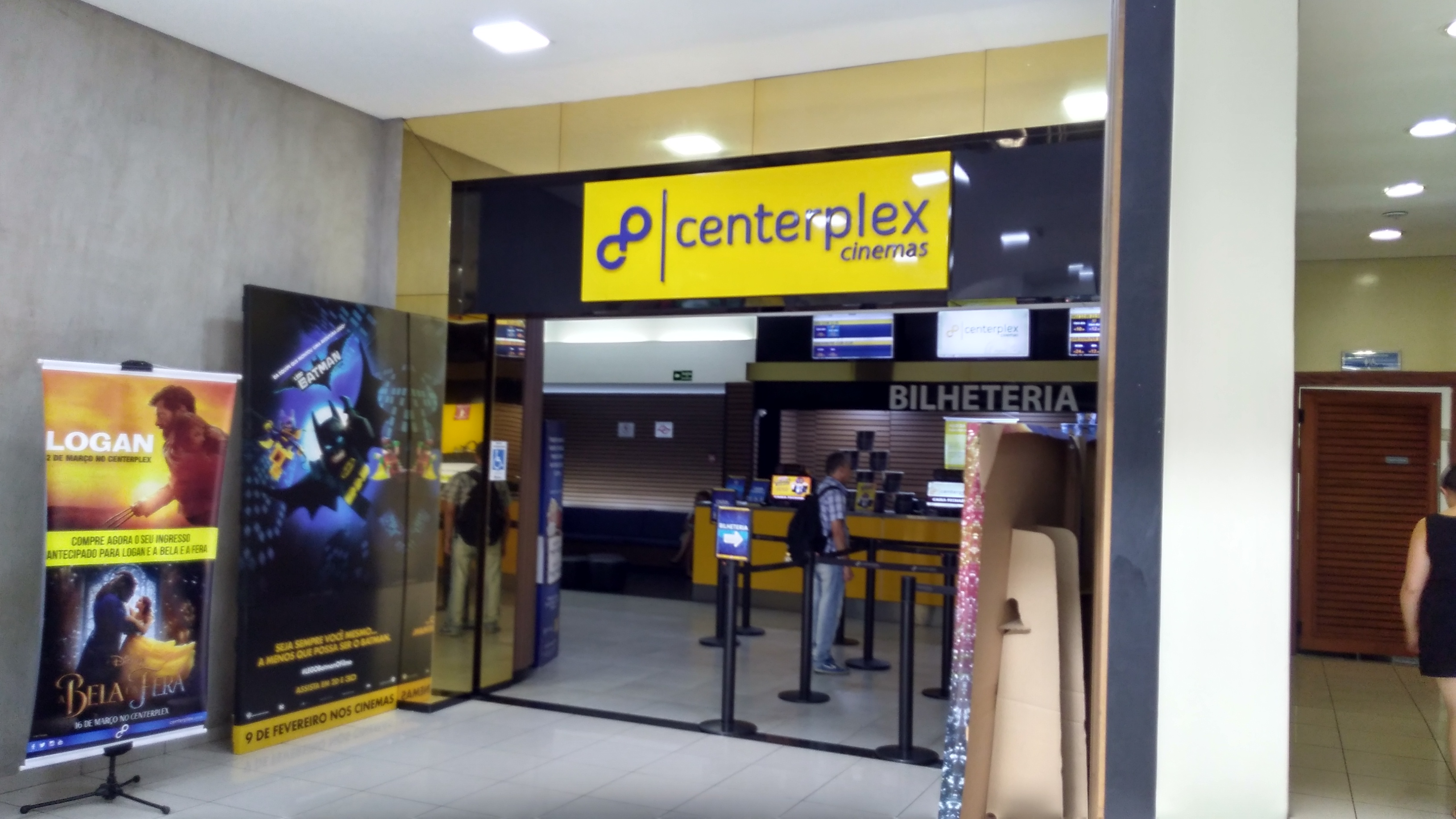
Fachada do Centerplex Lapa de São Paulo, SP

Inicialmente, a empresa adotou a marca Rede São Luiz de Cinemas. Através do processo de expansão, chegou a possuir 20 cinemas de rua (localizado fora dos centros comerciais) no início dos anos 90, especialmente em cidades do interior como Atibaia, São Lourenço e Itapevi. Entretanto, a forte crise que se abateu sobre o mercado exibidor em meados da década de 90, marcada pelo Plano Collor e pela popularização do videocassete,  fez com que a Rede São Luiz fechasse a maioria dessas salas, ficando apenas duas. Entretanto, graças às receitas auferidas pelo estrondoso sucesso do filme Titanic, a empresa pode se estruturar e implantar novos cinemas.
Em 1999, foi inaugurado o complexo do Shopping Lapa, na cidade de São Paulo, e passou a utilizar a marca Centerplex Cinemas. Mas tarde foram inaugurados os complexos de São José do Rio Pardo, Espírito Santo do Pinhal e Lavras. Novos cinemas em shopping foram abertos nas cidades de Barretos, Caraguatatuba, Limeira, Maceió, São José do Rio Preto e Suzano.
Em junho de 2011, apresentou ao mercado seu novo logotipo. Quanto ao processo de digitalização (substituição dos projetores de película por equipamentos digitais), atingiu 35,3% em julho de 2014, de acordo com o site especializado em mercado de cinema FilmeB, e 42% no primeiro trimestre de 2015, de acordo com a ANCINE. Ainda de acordo com essa agência governamental de cinema, a empresa foi o 15º. maior exibidor exibidor brasileiro em número de salas (dados do primeiro trimestre de 2015). Ao final de 2016, alcançou o 10º lugar, com seus complexos 100% digitalizados e vários deles reformados.
O fundador da empresa, Eli Jorge Leão de Lima, foi também o seu presidente até seu falecimento, ocorrido em 6 de janeiro de 2016, no Hospital Samaritano em São Paulo. Ele também exercera a função de diretor do Sindicato dos Exibidores do Estado de São Paulo. Um de seus executivos, Márcio Eli Leão Lima, é Secretário Executivo da Associação dos Exibidores Brasileiros de Cinema de Pequeno e Médio Porte (AEXIB).
Atualmente a direção da empresa é exercida por Márcio Eli Leão de Lima, filho do fundador, que ocupa a função de CEO.

## Público

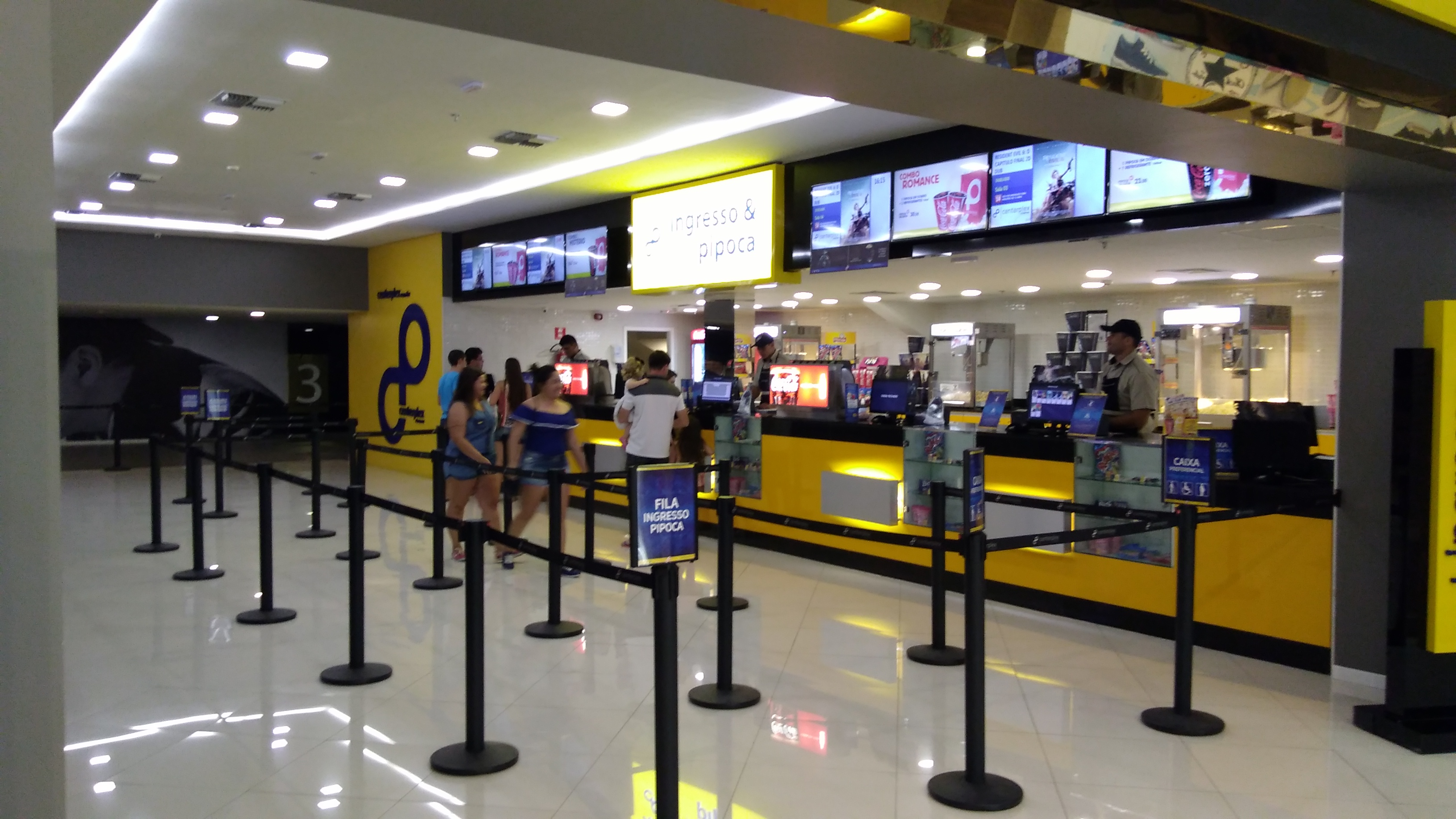
Ingresso & pipoca do Centerplex Gran Shopping Messejana de Fortaleza, CE

Abaixo a tabela de público e sua evolução de 2002 a 2019, considerando o somatório de todas as suas salas a cada ano. A variação mencionada se refere à comparação com os números do ano imediatamente anterior. Mesmo com várias oscilações e quedas expressivas em 2006, 2007 e 2008, houve um crescimento de 351,28% no período avaliado. A despeito da retração do mercado nos anos de 2017 e 2018, a Centerplex aumentou seu público em 52,78% no dois últimos anos, graças ao plano de expansão da empresa que contemplou a abertura de novos complexos em Ananindeua, Manaus, João Pessoa, Passo Fundo e Vitória da Conquista, galgando cinco posições na tabela - passou da 17ª para a 12ª colocação em 2018.
Os dados de 2008 até 2013 foram extraídos do banco de dados Box Office do portal de cinema Filme B, sendo que os números de 2002 à 2007 e 2014 à 2015 têm como origem o Database Brasil. Já os dados de 2016 em diante foram extraídos do relatório "Informe Anual Distribuição em Salas Detalhado", do Observatório do Cinema e do Audiovisual da ANCINE.
| Ano  | Público total | Ranking no país | Market Share | Variação |
| ---- | ------------- | --------------- | ------------ | -------- |
| 2002 | 812 234       | 18º             | 0,72%        | ano-base |
| 2003 | 852 168       | 21º             | 0,83%        | 4,92%    |
| 2004 | 1 378 385     | 21º             | 1,20%        | 61,75%   |
| 2005 | 1 136 420     | 20º             | 1,27%        | 17,55    |
| 2006 | 839 426       | 16º             | 0,93%        | 26,13    |
| 2007 | 741 573       | 22º             | 0,83%        | 11,66    |
| 2008 | 618 144       | 23º             | 0,72%        | 16,64    |
| 2009 | 1 247 030     | 16º             | 1,10%        | 101,74%  |
| 2010 | 1 817 118     | 16º             | 1,35%        | 45,72%   |
| 2011 | 1 633 181     | 16º             | 1,15%        | 10,12%   |
| 2012 | 2 086 970     | 16º             | 1,40%        | 27,79%   |
| 2013 | 1 824 793     | 16º             | 1,21%        | 12,56%   |
| 2014 | 1 693 183     | 17º             | 1,08%        | 7,21%    |
| 2015 | 1 733 189     | 17º             | 1,02%        | 2,36%    |
| 2016 | 1 867 529     | 18º             | 1,02%        | 7,75%    |
| 2017 | 1 990 354     | 17º             | 1,11%        | 6,58%    |
| 2018 | 2 853 183     | 12º             | 1,77%        | 43,35%   |
| 2019 | 3 261 566     | 11º             | 1,87%        | 14,31%   |